# タカサゴキジノオ
タカサゴキジノオ Plagiogyria adnata (Blume) Beed var. japonica はキジノオシダ科に属するシダ植物の1つ。キジノオシダによく似ているが栄養葉の側羽片の基部で葉身が主軸に流れる。

## 特徴
常緑性の草本。根茎は斜めに立つか直立する。葉には栄養葉と胞子葉のはっきりした2形がある。栄養葉は1回羽状複葉で、葉柄の長さは19～29cm(時に15～39cm)、葉身の長さは21～33cm(15～39cm)、幅は11～17cm(6.6～24cm)。葉柄は黄緑色から単褐色で、その断面は表面と裏面が平らになった台形となっている。葉身の概形は広三角状披針形で、葉質はしなやかな革質、先端は尖っているか、突き出して尖っている。側羽片は14～19対(10～22対)あり、長楕円状披針形で長さは5.6～8.7cm(3.5～12cm)、幅は1.1～1.5cm(0.8～1.9cm)、羽片の縁は波状から先端近くでは鋸歯があり、基部が葉先の側では葉軸に流れる(基部が絞り込まれず長く密着する形になる)。葉身の先端部分ではこれによって側羽片同士がくっついたようになり、頂羽片ははっきり区別できない。胞子葉は葉柄の長さが40～63cm(18～72cm)、葉身の長さが16～26cm(11～35cm)、幅が7.3～11cm(4.8～15cm)と栄養葉より特に葉柄がかなり長く、葉身の概形は広三角状披針形から三角状披針形となっている。側羽片の数は12～17対(10～20対)、形は線形で長さは5.1～7.9cm(2.4～9.5cm)、幅は0.2～0.3cm(～0.4cm)、基部には短い柄がある。
和名は高砂、つまり台湾に産するキジノオシダの類、との意味である。

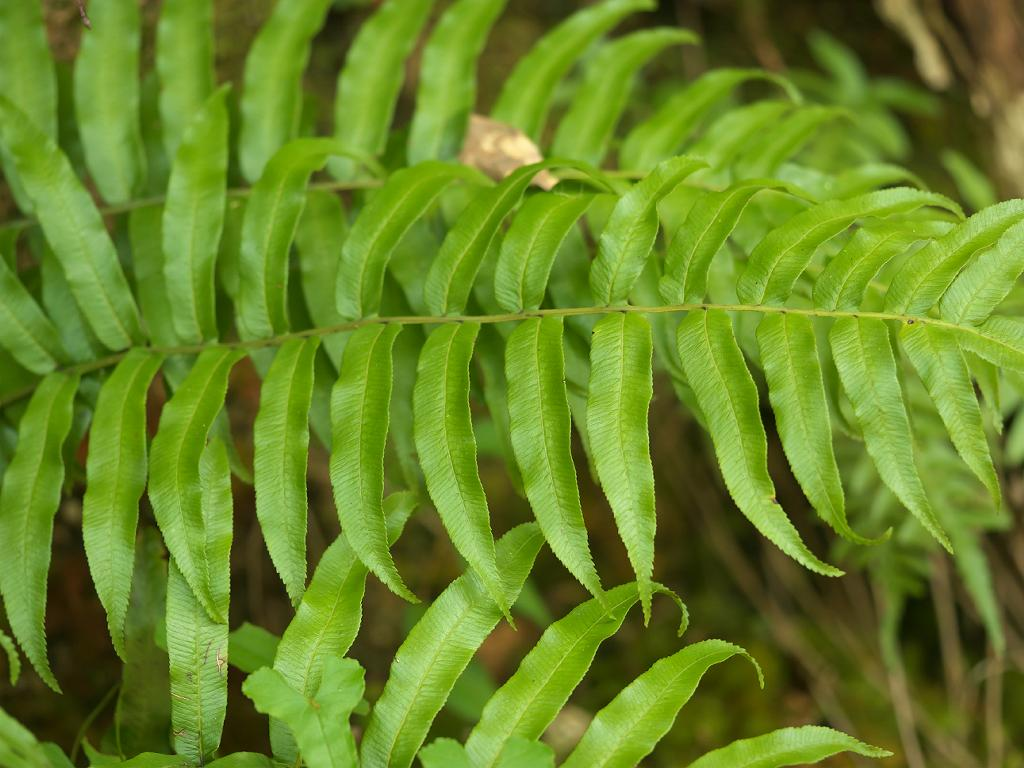
栄養葉・葉身の中程
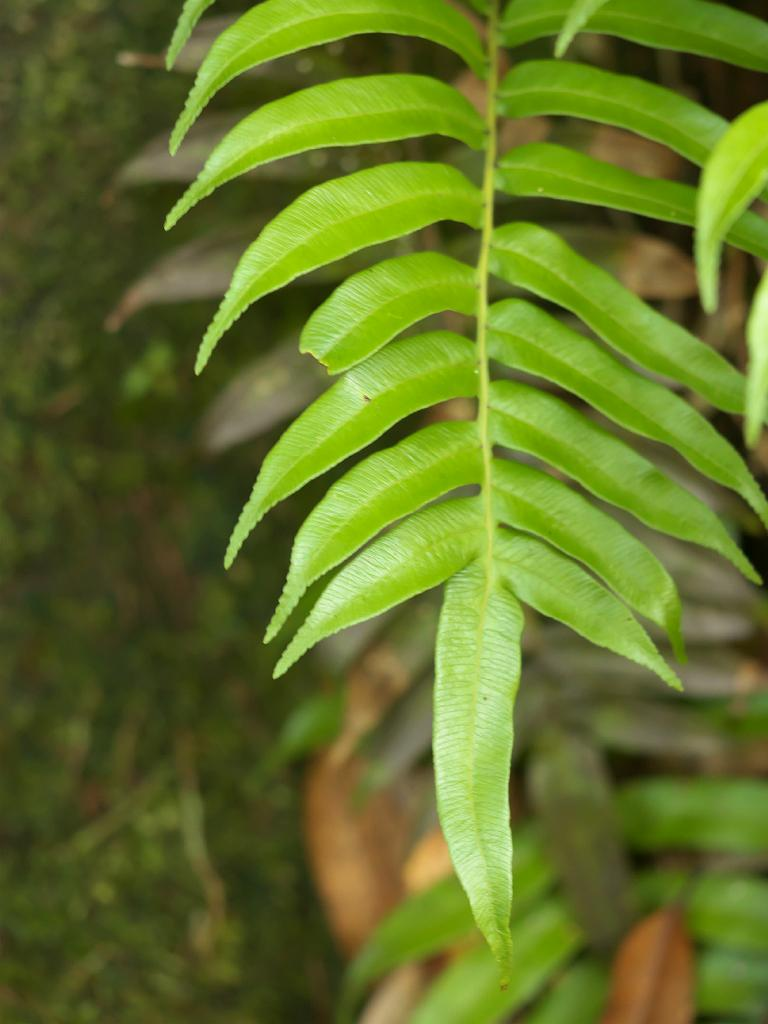
同・葉身の先端部
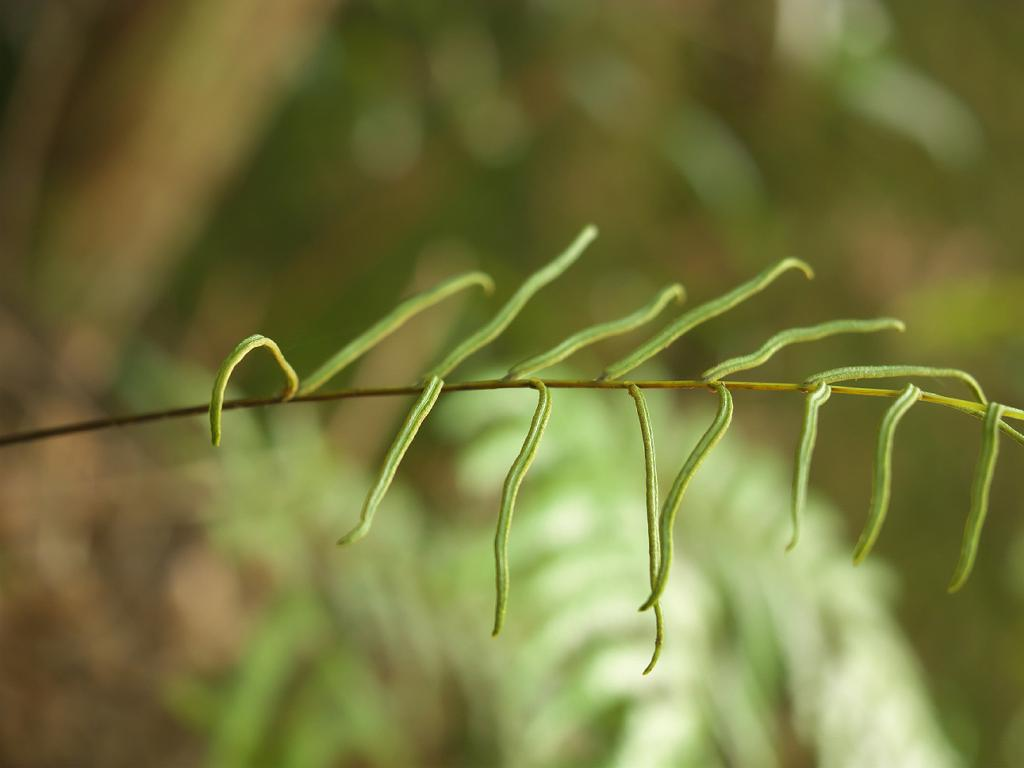
胞子葉の葉身

## 分布と生育環境
日本では本州の伊豆半島以西、伊豆諸島、四国、九州と琉球列島に見られ、国外では中国、台湾、東南アジア、南アジアに分布する。基準産地はインドネシアのジャワ島である。
暖地の樹林下の湿ったところに生える。

## 分類
日本本土でよく似ているのは同属のキジノオシダ P. japonica とオオキジノオ P. euphlebia の2種で、これらは往々に混生して見られる。何れもその大きさも形もよく似ているが、栄養葉の側羽片の基部を見ると区別できる。本種は上記のようにその基部の上側が葉軸に流れるが、他の2種ではそのようなことはなく、キジノオシダではその基部ははっきり絞られているが柄はなく、オオキジノオでは短いながらもはっきりした柄がある。また西表島にはリュウキュウキジノオ P. koidzumii があるが、これは遙かに小柄なもので、栄養葉では本種のように先端部では頂小葉が明らかでないが、基部側の側羽片ではその基部がはっきり絞られている。
種内変異としてヤクシマキジノオ var. yakushimensis があり、これは基準変種より小型で、栄養葉の側羽片の基部側の1～2対が下向きに曲がる特徴があり、屋久島と奄美大島のみから知られている。また基部側の数対の羽片が下向きに出るものをコスギダニキジノオ P. yakumonticola として区別する説がある。
本種に関わる雑種と思われるものに以下のようなものがある。
- P. ×neointermedia ハガクレキジノオ：本種とオオキジノオとの推定雑種で、本州の静岡県から屋久島、種子島まで知られ、国外では未知。
- P. ×wakabae アイキジノオシダ：本種とキジノオシダとの推定雑種で、分布はタカサゴとほぼ同じ、国外では未知。

## 保護の状況
環境省のレッドデータブックでは指定がなく、府県別では岡山県と島根県で絶滅危惧I類、愛知県と岐阜県で絶滅危惧II類、滋賀県で準絶滅危惧の指定があるほか、京都府では要注意種との指定があり、また兵庫県では情報不足となっている。おおむね分布北限域での指定と思われる。